# Рич, Адам
Адам Рич (англ. Adam Rich; 12 октября 1968, Бруклин, Нью-Йорк, США — 7 января 2023, Лос-Анджелес, Калифорния, США) — американский актёр кино и телевидения. Наибо́льшую известность получил как ребёнок-актёр в комедийном сериале «Восьми достаточно» (1977—1981).

## Актёрская карьера
Начал учиться актёрскому мастерству в средней школе Чатсуорта, получил первую роль в эпизоде телесериала Человек на шесть миллионов долларов. В 9 лет был выбран на роль Николаса Брэдфорда, младшего сына в ситкоме «Восьми достаточно», проект ABC стал популярным и рейтинговым шоу, рейтинги которого начали снижаться в начале пятого сезона. За свою роль Рич получил прозвище «младший брат Америки».
После окончания сериала появлялся в двух полнометражных фильмах по мотивам сериала — «Восьми достаточно: воссоединение семьи» и «Достаточно восьми человек на свадьбе». Работал в сериалах Код «красный», «Серебряные ложки», «Спасатели Малибу», «Город». В 1980-х годах приостановил карьеру на телевидении из-за проблем в личной жизни. В 2003 году сыграл камео в фильме Дики Робертс: бывшая детская звезда, это роль стала последней в его карьере.

## Личная жизнь
Родился 12 октября 1968 года в еврейской семье Фрэнсиса и Роб Рич. Начав как ребёнок-актёр, Рич жил в Гранада Хиллз, штат Лос-Анджелес, вместе с младшим братом. После переезда во Флориду учился актёрскому мастерству в местном спортивном зале, занимался спортом, в том числе бейсболом, американским футболом, плаванием, катался на велосипеде и скейтборде.
В 14 лет впервые попробовал марихуану, в 17 лет бросил школу. В 1989 году чуть не умер из-за передозировки диазепамом. 16 апреля 1991 года был арестован из-за серии краж в аптеках и универмаге Bullock's, был отпущен под залог, выплаченный актёром Диком Ван Паттеном, который играл его телевизионного «отца». В 1992 году вошёл в программу реабилитации от наркотиков. В 1996 году в качестве розыгрыша вышла статья о смерти Рича, которая была опубликована в издании Might с его разрешения.
В 2002 году был арестован за нетрезвое вождение, в 2022 году рассказывал о борьбе с депрессией, реабилитациях от наркотической зависимости и нескольких передозировках. Скончался 7 января 2023 года в своём доме в Лос-Анджелесе, вскрытие показало, что причиной смерти стала передозировка фентанила.

## Фильмография
| Год       |    | Русское название                           | Оригинальное название                       | Роль             |
| --------- | -- | ------------------------------------------ | ------------------------------------------- | ---------------- |
| 1976      | с  | Человек на шесть миллионов долларов        | The Six Million Dollar Man                  | Боб              |
| 1977      | тф | Город                                      | The City                                    | Донни Коллинз    |
| 1977—1981 | с  | Восьми достаточно                          | Eight Is Enough                             | Николас Брэдфорд |
| 1978—1982 | с  | Остров фантазий                            | Fantasy Island                              | Хак Финн         |
| 1979—1982 | с  | Калифорнийский дорожный патруль            | CHiPs                                       | Луи Хендалл      |
| 1979      | с  | Лодка любви                                | The Love Boat                               | Брайан Филлипс   |
| 1979      | мф | Тукики                                     | Tukiki and His Search for a Merry Christmas | Тукики           |
| 1980      | с  | 3-2-1 контакт                              | 3-2-1 Contact                               | Николас Брэдфорд |
| 1981      | ф  | Дьявол и Макс Девлин                       | The Devil and Max Devlin                    | Тоби Харт        |
| 1981—1982 | с  | Код «красный»                              | Code Red                                    | Денни Блейк      |
| 1982      | с  | Таинственный театр CBS                     | CBS Children's Mystery Theatre              | Джеффри Бреннер  |
| 1983      | с  |                                            | Gun Shy                                     | Кловис           |
| 1983—1985 | мс | Подземелье драконов                        | Dungeons & Dragons                          | маг Престо       |
| 1986      | с  | Сент-Элсвер                                | St. Elsewhere                               | Луи Эпплтон      |
| 1986      | с  | Серебряные ложки                           | Silver Spoons                               | Скотт            |
| 1986      | в  | Дети без наркотиков. Пособие для родителей | Drug Free Kids: A Parents' Guide            | неизвестно       |
| 1977      | тф | Восьми достаточно: Встреча семьи           | Eight Is Enough: A Family Reunion           | Николас Брэдфорд |
| 1993      | с  | Спасатели Малибу                           | Baywatch                                    | Итан             |
| 1996      | в  | Ужастики. Глубокая проблема                | Goosebumps. Deep Trouble                    | Билли Дип        |
| 2003      | ф  | Дики Робертс: бывшая детская звезда        | Dickie Roberts: Former Child Star           | камео            |
| 2003      | с  |                                            | Reel Comedy                                 | Крокодил Данди   |